# Psilopogon pulcherrimus
El barbudo elegante o barbudo de cuello dorado (Psilopogon pulcherrimus) es una especie de ave piciforme de la familia Ramphastidae endémica de Borneo.

## Distribución y hábitat
Se encuentra en las selvas del noreste de la isla de Borneo, distribuido entre Malasia e Indonesia.